# Житомирська єпархія УПЦ (МП)
Житомирська і Новоград-Волинська єпархія — єпархія РПЦвУ, яка контролює парафії і монастирі РПЦ в межах Андрушівського, Баранівського, Бердичівського, Дзержинського, Житомирського, Корорстишівського, Любарського, Новоград-Волинського, Попілнянського, Ружинського, Червоноармійського, Черняхівського, Чуднівського районів Житомирської області.
27 квітня 2023 Житомирська облрада заборонила в області діяльність УПЦ МП, у самій єпархії назвали це рішення рекомендаційним і продовжили роботу.
Кафедральне місто — Житомир. Кафедральний собор — Спасо-Преображенський.

## Назви
- Волинська і Житомирська (1799—1940; від 1840 року — кафедра у Житомирі)
- Житомирська і Овруцька (1940 — 22 червня 1993)
- Житомирська і Новоград-Волинська (від 22 червня 1993)

## Історія
З 14 червня 2011 єпархію очолює Никодим (Горенко), який прийшов на зміну скандальному архієрею РПЦ Гурію (Кузьменко), почисленому на спокій.
Після приходу Никодима до керівництва Житомирської єпархії РПЦвУ посилились протиріччя між патріотичною громадою Житомира та священниками на ґрунті відвідин могили Сціборського та Сеника, котра знаходиться на подвір'ї Спасо-Преображенського катедрального собору. Житомирська міська рада передала територію навколо собору в користування релігійної громади разом з могилою, котру керівництво єпархії, після проведення ексгумації, планувало перенести на кладовище. Остаточно ці плани зруйнував Майдан та відхід від влади в Житомирі Партії регіонів.
У єпархії практично відсутні богослужіння українською мовою, практикується московський синодальний варіант церковно-слов'янської мови.
У листопаді 2022 року, під час обшуків, проведених на об'єктах РПЦвУ у Херсонській, Черкаській, Житомирській та Волинській областях, було виявлено підробні документи, російську пропагандистську літературу, російські паспорти та інші докази співпраці місцевих працівників та керівництва із російськими окупантами.
27 квітня 2023 року діяльність організації в місті Житомир та області було заборонено.

## Єпископи

### Житомирський вікаріат Мінської єпархії
- Варлаам (Шишацький) (3 червня 1795 — 16 жовтня 1799)

### Житомирська єпархія
- Дамаскін (Малюта) (22 серпня 1940 — весна 1941)
- Василій Ратмиров (17 липня — 27 серпня 1941) на кафедрі не був
- Леонтій Филипович (26 листопада 1941—1943) в/у, єп. Бердичівський
- Антоній (Кротевич) (14 серпня 1944 — початок 1946)
- Олександр (Виноградов) (21 січня 1947 — 13 грудня 1949)
- Сергій (Ларін) (13 грудня 1949 — 17 березня 1950)
- Нифонт (Сапожков) (13 березня 1950 — 7 жовтня 1951)
- Володимир (Кобець) (27 грудня 1951 — 23 липня 1956)
- Венедикт (Поляков) (23 липня 1956 — 8 вересня 1958)
- Євменій (Хорольський) (9 грудня 1958 — 25 серпня 1967)
- Паладій (Камінський) (8 лютого 1968 — 6 жовтня 1977)
- Іоан (Боднарчук) (23 жовтня 1977 — 13 вересня 1989)
- Йов (Тивонюк) (14 вересня 1989 — 5 жовтня 1994)
- Гурій (Кузьменко) (31 липня 1994 — 10 лютого 2011)
- Віссаріон (Стретович) (10 лютого — 14 червня 2011) в/у, митр. Овруцький
- Никодим (Горенко) (від 14 червня 2011)